# Queensland
Queensland (QLD) er Australiens næststørste delstat. Den ligger i den nordøstlige del af landet. Queensland grænser i vest op til Northern Territory, i sydvest op til South Australia og i syd op til New South Wales. I øst grænser delstaten op til Koralhavet og Stillehavet. Queensland er med sine 5.354.800 indbyggere (september 2022) Australiens tredjefolkerigeste delstat. Befolkningen er koncentreret langs kysten, især i den sydøstlige del af delstaten. Queensland har et areal på 1.852.642 km2. Hovedstad og største by er Brisbane, der også er Australiens tredjestørste by. Queensland kaldes ofte ”Solskinsstaten”. Den er hjemsted for 10 af Australiens 30 største byer og har desuden landets tredjestørste økonomi. Joh Bjelke-Petersen, hvis forældre var indvandret fra Danmark til New Zealand, hvor Bjelke-Petersen var født i 1911, var premierminister i delstaten i over 19 år fra 1968 til 1987. Familien var indvandret til Australien i 1913.
Queensland var oprindeligt befolket af aboriginale australiere samt Torres Strait-øboere. Hollænderen Willem Janszoon var den første europæer, der gik i land i Queensland (og Australien). Det skete i 1606, da han udforskede Cape Yorks vestkyst. I 1770 gjorde løjtnant James Cook på Storbritanniens vegne krav på den australske østkyst. Kolonien New South Wales blev grundlagt i 1788 af guvernør Arthur Phillip i Sydney. New South Wales bestod dengang ligeledes af nutidens Queensland, Victoria og Tasmanien. Queensland blev i de følgende årtier udforsket, indtil John Oxley i 1824 grundlagde en straffekoloni ved Brisbane. Transporten med straffefanger ophørte i 1839, og fra 1842 tillod man fri bosættelse.
Delstaten er opkaldt efter dronning Victoria, som den 6. juni 1859 underskrev de papirer, der formelt adskilte Queensland fra New South Wales. Den 6. juni fejres i dag over hele delstaten som Queensland Day. Dronning Victoria valgte navnet Queensland frem for Cooksland, som ellers var blevet foreslået af den indflydelsesrige præst John Dunmore Lang. Queensland blev en australsk delstat ved Australiens samling i 1901.